# Calommata fulvipes
Calommata fulvipes är en spindelart som först beskrevs av Lucas 1835.  Calommata fulvipes ingår i släktet Calommata och familjen pungnätsspindlar. Inga underarter finns listade.